# كلوتشان (أيسين)
کلوتشان (بالفارسية: کلوچان) هي قرية تقع في إيران في قسم أيسين الريفي. يقدر عدد سكانها بـ 261 نسمة بحسب إحصاء 2016.